# Finale della Coppa CERS 1993-1994
La finale della 14ª edizione della Coppa CERS fu disputata in gara d'andata e ritorno tra i portoghesi del Porto e gli spagnoli del Vic. Con il punteggio complessivo di 9 a 6 fu il Porto ad aggiudicarsi per la prima volta nella storia il trofeo.

## Le squadre
| Squadre | Partecipazioni precedenti (il grassetto indica la vittoria) |
| ------- | ----------------------------------------------------------- |
| Porto   | Nessuna                                                     |
| Vic     | Nessuna                                                     |

## Il cammino verso la finale
Il Porto si qualificò alla finale con i seguenti risultati:
- Ottavi di finale: eliminato il Bassano (pareggio per 4-4 all'andata e per 4-4 al ritorno, il Porto si qualifica ai tiri di rigore);
- Quarti di finale: eliminata il Turquel (vittoria per 8-3 all'andata e per 7-5 al ritorno);
- Semifinale: eliminato il Flix (vittoria per 7-2 all'andata e per 6-1 al ritorno).

Il Vic si qualificò alla finale con i seguenti risultati:
- Ottavi di finale: eliminato il Montreux (vittoria per 10-2 all'andata e per 12-0 al ritorno);
- Quarti di finale: eliminato il Callac (vittoria per 8-0 all'andata e per 15-2 al ritorno);
- Semifinale: eliminata il Reus Deportiu (sconfitta per 5-4 all'andata e sconfitta per 7-2 al ritorno).

## Tabellini

### Andata
| Vic 2 luglio 1994 | Vic | 5 – 2 | Porto | Pavelló Olímpic |

### Ritorno
| Porto 9 luglio 1994 | Porto | 7 – 1 | Vic | Pavilhão Rosa Mota |